# Orange (Kalifornia)
Orange város az USA Kalifornia államában, Orange megyében. Lakosainak száma 139 911 fő (2020. április 1.).

## Népesség
A település népességének változása:
| Lakosok száma | 679  | 136 416 | 139 911 |
|               | 1880 | 2010    | 2020    |